# 錦江駅
錦江駅（きんこうえき）は、鹿児島県姶良市加治木町新生町にある、九州旅客鉄道（JR九州）日豊本線の駅である。

## 歴史
鹿児島県住宅供給公社が開発していた加治木団地の最寄り駅として建設され、同公社が建設費全額を負担した請願駅である。
開業時は無人駅で、民営化後は2015年3月13日までJR九州鉄道営業が駅業務を行う業務委託駅であった。JR九州の鉄道事業の赤字圧縮を目的として2015年春に同社管内で大規模な無人化が行われ、当駅も2015年3月14日より終日無人駅となった。

### 年表
- 1986年（昭和61年）3月3日：日本国有鉄道が開設[2][3]。旅客のみを取り扱う駅員無配置駅[5]。
- 1987年（昭和62年）4月1日：国鉄分割民営化により九州旅客鉄道が継承[2]。
- 1993年（平成5年）
  - 8月6日：平成5年8月豪雨により当駅を含む西都城駅 - 鹿児島駅間が運転見合わせとなる[6]。
  - 9月19日：国分駅 - 鹿児島駅間で運転を再開する[6]。
- 2012年（平成24年）12月1日：ICカードSUGOCAの利用を開始[7]。
- 2015年（平成27年）3月14日：無人化[1][4]。

## 駅構造

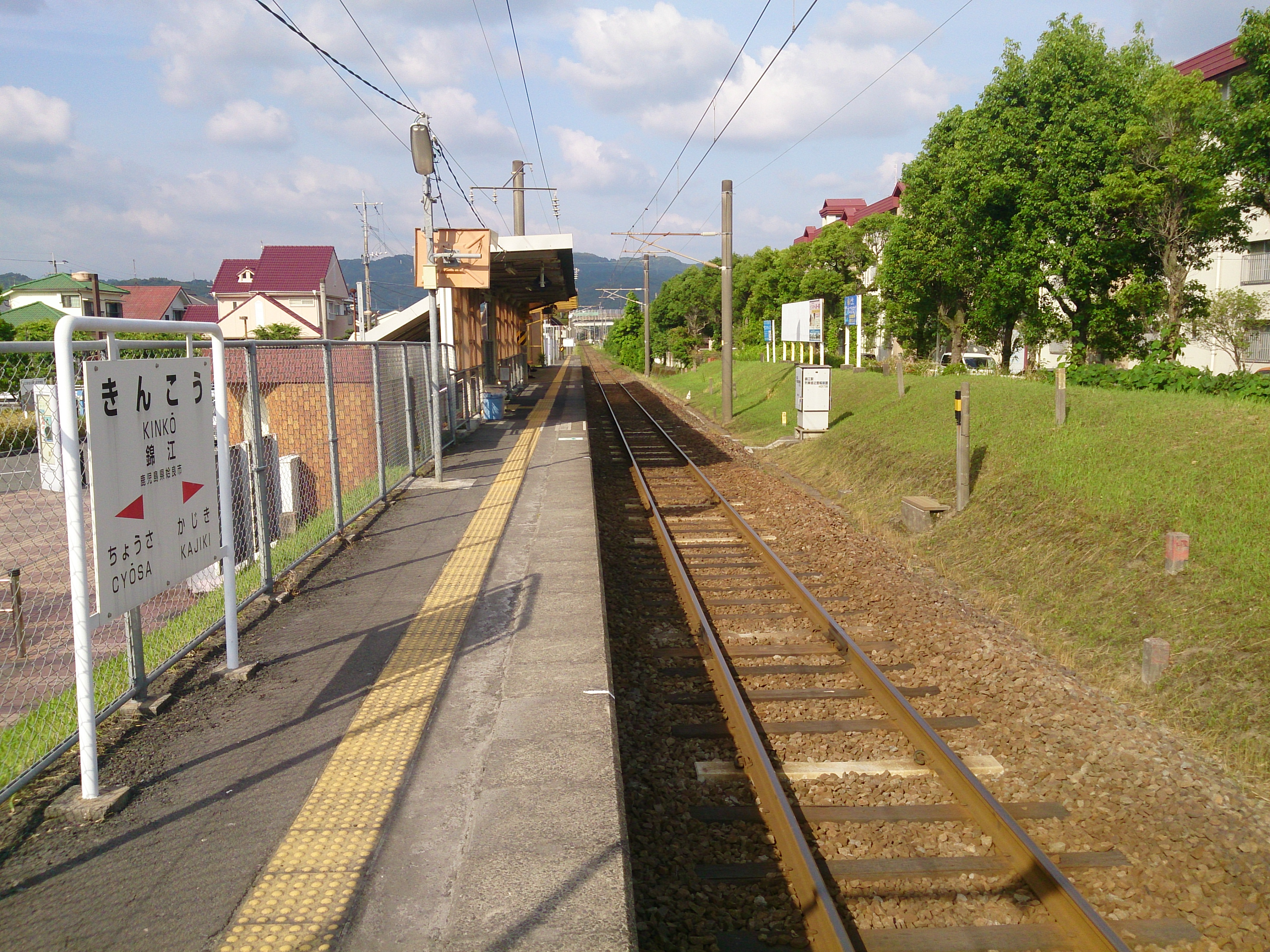
ホーム（国分駅方面を眺める）

ホーム有効長130メートルの単式ホーム1面1線を有する地上駅で、無人駅である。
IC乗車カード「SUGOCA」の利用が可能で（相互利用可能ICカードはSUGOCAの項を参照）、簡易SUGOCA改札機が設置されている。SUGOCAの販売は行なっていない。
簡易自動券売機（ICカード非対応）、ICカードチャージ機が設置されている。

## 利用状況
- 2023年度の1日平均乗車人員は467人である[8]。

| 年度 | 1日平均 乗車人員 | 1日平均 乗降人員 |
| ---- | ---------------- | ---------------- |
| 2004 |                  | 1,215            |
| 2005 |                  | 1,162            |
| 2006 |                  | 1,152            |
| 2007 | 559              | 1,101            |
| 2008 | 566              | 1,118            |
| 2009 | 531              | 1,051            |
| 2010 | 553              | 1,091            |
| 2011 | 564              | 1,117            |
| 2012 | 595              | 1,178            |
| 2013 | 633              | 1,254            |
| 2014 | 592              | 1,171            |
| 2015 | 564              | 1,107            |
| 2016 | 523              | 1,037            |
| 2017 | 523              | 1,046            |
| 2018 | 513              |                  |
| 2019 | 503              |                  |
| 2020 | 409              |                  |
| 2021 | 432              |                  |
| 2022 | 451              |                  |
| 2023 | 467              |                  |

## 駅周辺
付近は鹿児島県住宅供給公社が開発した鹿児島市郊外の団地である。
- 姶良市立加治木小学校
- 姶良市立錦江（）小学校
- 龍桜高等学校

## バス路線
- 姶良市コミュニティバス
  - 加音ホール・龍門滝温泉・嶽方面

## その他
- 県内には肝属郡錦江町があるが、こちらは2005年3月22日に旧大根占町と旧田代町が対等合併してできた新しい町であり、当駅とは関係がなく、また現在の錦江町には過去にも鉄道が通っていた歴史はない。

## 隣の駅
九州旅客鉄道（JR九州）
■日豊本線
加治木駅 - 錦江駅 - 帖佐駅